# 88낙동강교
88낙동강교(88洛東江橋)는 경상북도 고령군 성산면과 대구광역시 달성군 논공읍을 잇는 광주대구고속도로 상의 다리로, 낙동강을 횡단한다. 총 두 개의 교량으로 이루어져 있는 88낙동강교는, 1984년 6월 27일 88올림픽고속도로 개통 당시에는 한 개의 교량으로 왕복 2차로 형태로 운용되다가, 2006년 12월 4일 동고령 나들목 ~ 옥포 분기점 구간과 함께 왕복 6차로로 확장되면서 광주 방면은 기존의 2차로 교량을 사용하고 대구 방면은 새로 개통된 3차로 교량을 사용하는 것으로 변경되었다. 이 때문에 대구 방면과 달리 광주 방면은 편도 2차로로 운용되고 있다.
교량 서쪽으로는 고령 분기점이, 동쪽으로는 논공휴게소가 위치하고 있다.